# Neta Crawford

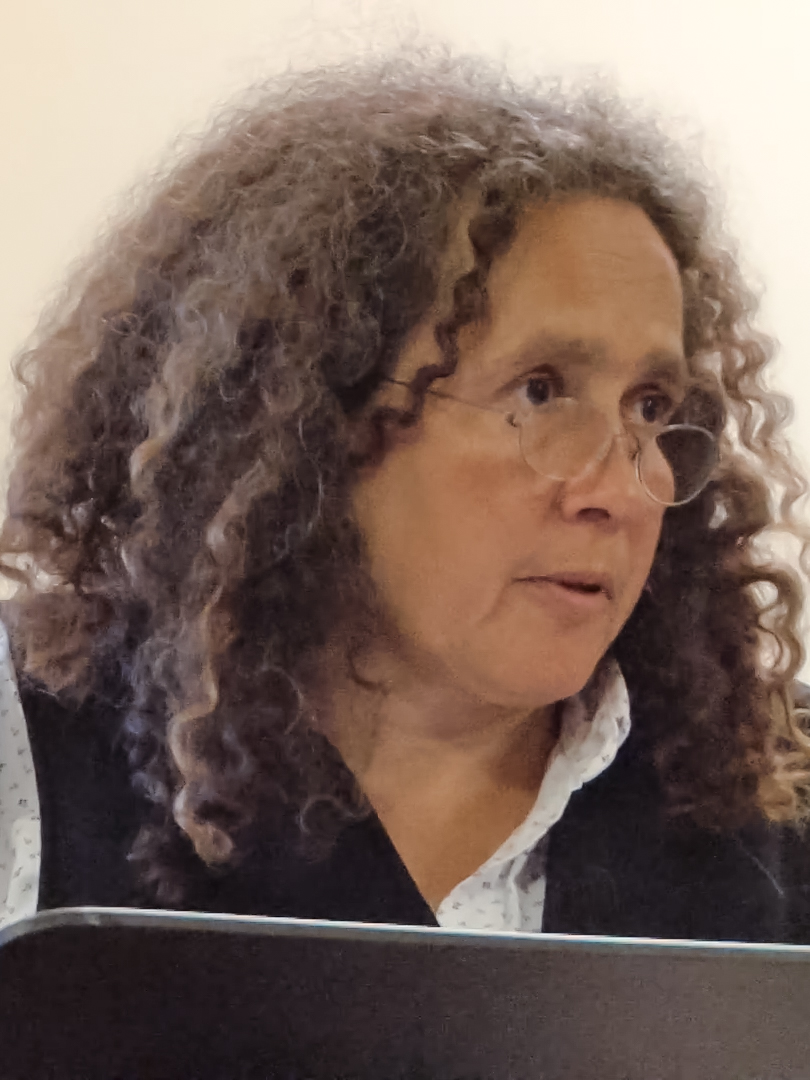
Neta Crawford

Neta C. Crawford (* 1961) ist eine US-amerikanische Politikwissenschaftlerin und Zeithistorikerin. Seit 2021 hat sie den Montague Burton Lehrstuhl für International Relations an der Universität Oxford und ist dort Fellow am Balliol College.

## Leben
Crawford erwarb den Bachelor of Arts an der Brown University 1985 und den Ph.D. in Politikwissenschaft am Massachusetts Institute of Technology 1992. Von 1994 bis 1996 hatte Crawford ein post-doktorales Stipendium am Watson Institute for International and Public Affairs der Brown University. Sie unterrichtete an der Universität von Massachusetts, Amherst, an der Brown University als Associate Professor und später Adjunct Professor. 2005 wurde sie zur Professorin an die Boston University berufen und zur Lehrstuhlinhaberin am College of Arts and Sciences.
2010 gründete Crawford mit der Anthropologin Catherine Lutz das Costs of War Project mit dem Ziel, die direkten und indirekten menschlichen und finanziellen Kosten des War on terror zu dokumentieren. Im Juni 2011 wurden die ersten Ergebnisse bekannt. Das Projekt ist das breiteste und umfassendste zur Ermittlung der Kosten der US-Militäroperation nach dem 11. September 2001.
Seit Oktober 2017 arbeitete sie für die NGO Council for a Livable World, die sich für die Nichtverbreitung nuklearer Waffen einsetzt. Sie ist Mitherausgeberin von The Journal of Political Philosophy und Global Perspectives.
Das Buch von 2022 über den Zusammenhang von Klimawandel und den umweltschädlichen Emissionen durch das US-Militär fand breite Beachtung. Sie errechnete, dass ein B-52-Bomber in einer Stunde so viel Treibstoff wie ein Autofahrer in sieben Jahren verbraucht. Die Studie Climate Crossfire (2023) hat die CO2-Produktion des NATO-Militärs 2021 auf 200 Mio. Tonnen berechnet. Die US-Streitkräfte sind von Energieeinsparungen des Kyoto-Protokolls 1997 ausgenommen worden und der größte Energieverbraucher in den USA.
Für 2023 wurde sie zur Fellow of the British Academy und zur Fellow of the American Academy of Arts and Sciences gewählt. Für 2024 erhielt sie den Gravemayer Award in der Kategorie Weltverbesserung.

## Schriften
- The Pentagon, climate change, and war: charting the rise and fall of U.S. military emissions. The MIT Press, Cambridge, Massachusetts, London 2022, ISBN 978-0-262-04748-7.[9]
- Accountability for killing: moral responsibility for collateral damage in America’s post-9/11 wars. Oxford Univ. Press, Oxford 2013, ISBN 978-0-19-998172-4.
- Argument and change in world politics: ethics, decolonization, and humanitarian intervention (= Cambridge studies in international relations). Cambridge University Press, Cambridge 2002, ISBN 978-0-521-00279-0. (Jervis-Schroeder Award 2003 der American Political Science Association, APSA)[10]
- How sanctions work: lessons from South Africa (= International political economy series). Macmillan [u. a.], Basingstoke 1999, ISBN 978-0-333-72551-1.
- Neta Crawford, Randall Forsberg: World weapon database. Vol. 2: Soviet military aircraft. Band 2. Lexington Books, Brookline, Mass 1987, ISBN 978-0-669-14887-9.

## Einzelbelege
1. ↑  Robin Wilson: Divided Loyalties at UMass. In: www.chronicle.com. 23. November 2001, abgerufen am 25. September 2021 (englisch).
2. ↑  'Costs of War' project initiates research series to evaluate post-9/11 wars. Abgerufen am 30. Dezember 2023 (amerikanisches Englisch).
3. ↑  Joseph Masco: Auditing the War on Terror: The Watson Institute’s Costs of War Project. In: American Anthropologist. Band 115, Nr. 2, Juni 2013, ISSN 0002-7294, S. 312–313, doi:10.1111/aman.12012 (wiley.com [abgerufen am 30. Dezember 2023]).
4. ↑  Murtaza Hussain: Over Two Decades, U.S. Global War on Terror Has Taken Nearly 1 Million Lives and Cost $8 Trillion. 1. September 2021, abgerufen am 30. Dezember 2023 (amerikanisches Englisch).
5. ↑  Board. Abgerufen am 30. Dezember 2023 (amerikanisches Englisch).
6. ↑  Climate Crossfire | Transnational Institute. 19. Dezember 2023, abgerufen am 30. Dezember 2023 (englisch).
7. ↑  Laura Cwiertnia: Neta Crawford: Abrüsten fürs Klima? In: Die Zeit. 10. November 2023, ISSN 0044-2070 (zeit.de [abgerufen am 30. Dezember 2023]).
8. ↑  Professor Neta Crawford FBA. Abgerufen am 30. Dezember 2023 (englisch).
9. ↑  Erin Sikorsky: The Solution to Climate Change Isn’t Demilitarization. In: Foreign Policy. 19. November 2022, abgerufen am 1. Januar 2024 (amerikanisches Englisch).
10. ↑  Jervis-Schroeder Award Winners – International History and Politics (Section 34). Abgerufen am 31. Dezember 2023 (amerikanisches Englisch).

| Personendaten    | Personendaten                             |
| ---------------- | ----------------------------------------- |
| NAME             | Crawford, Neta                            |
| ALTERNATIVNAMEN  | Crawford, Neta C                          |
| KURZBESCHREIBUNG | US-amerikanische Politikwissenschaftlerin |
| GEBURTSDATUM     | 1961                                      |